# Зеленин, Дмитрий Константинович
Дми́трий Константи́нович Зеле́нин (21 октября [2 ноября] 1878, Люк, Вятская губерния — 31 августа 1954[…], Ленинград) — русский и советский этнограф, диалектолог и фольклорист.

## Биография
Родился в семье нищего псаломщика в селе Люк Сарапульского уезда Вятской губернии. Окончил Вятскую духовную семинарию (1898) и историко-филологический факультет Юрьевского университета (1904).
Впервые печататься начал во время учёбы в университете. Основные труды о русской народной поэзии и говорах опубликовал в 1900—1915 годах. Много его работ связано с Вятским краем, куда учёный приезжал в экспедиции. Долгие годы поддерживал тесные отношения со своими земляками, активно участвуя в работе Вятской учёной архивной комиссии.
Защитил магистерскую диссертацию «Великорусские говоры с неорганическим и непереходным смягчением задненебных согласных в связи с течениями позднейшей великорусской колонизации» (СПб., 1913), в которой обосновал тезис об этническом и диалектном членении восточных славян на четыре ветви. Эта концепция была развита в его главной, обобщающей монографии «Восточнославянская этнография» (издана в 1927 г. на немецком языке), где он отметил «резкие различия» между северными и южными великороссами, не схожими друг с другом «типом жилища, одежды и другими особенностями быта».
В 1915 г. читал курс о славянах и их соседях в Петроградском университете. С 1916 года Зеленин возглавлял кафедру русского языка и словесности в Харьковском университете, заведовал кабинетом славяно-русской филологии. При его непосредственном участии создавалась этнографическая экспозиция Музея Слободской Украины.
В 1925 году вернулся в Ленинград, где был назначен профессором кафедры этнографии Ленинградского университета. С 1926 по 1949 гг. работал в Кунсткамере, участвовал в экспедициях по Казахстану, Алтаю и Приуралью.
В конце жизни С. П. Толстов и другие марксисты сталинской закалки упрекали Зеленина в «великорусском шовинизме» и «расизме». В результате он был отлучён от печати (несмотря на вынужденное заигрывание с господствовавшим в то время марризмом).

## Научная деятельность
Дореволюционные этнографические работы Зеленина посвящены главным образом материальной культуре и верованиям восточных славян. В серии «Очерки славянской филологии и истории культуры», изданием которой руководил Макс Фасмер, в 1927 г. появилось (на немецком языке) подготовленное Зелениным первое систематическое изложение восточнославянской этнографии.
В развитии восточно-славянской фольклористики заметную роль сыграли сборники сказок, составленные Зелениным и его мысли о значении русских частушек, об эстетических возможностях этого фольклорного жанра. Изданные им сказки часто цитируются в трудах В. Проппа. Зеленину принадлежит термин «заложные покойники» (равно как и первое описание этого явления).
В 1930-е гг. Зеленин заинтересовался функциональным методом П. Г. Богатырёва и занялся исследованием сибирского шаманизма. Он внёс вклад и в тюркологию, подготовив первый капитальный труд об онгонах. Послевоенные работы Зеленина не издавались и считаются утраченными.

## Общественно-научная деятельность
- 1904 — Член Русского географического общества
- 1927 — Член-корреспондент Президиума Чехословацкого этнографического музея (Společnosti Narodopisneho Museu Československeho)
- 1929 — Учёный корреспондент Institut international de Coopération intellectuelle[англ.] (Париж)
- 1929 — Член-корреспондент Общества этнографии Verein für Volkskunde[нем.] (Вена)
- 1942 — Член-корреспондент Общества друзей Лужицы
- 1942 — Член-корреспондент Болгарской академии наук

## Награды
- Большая золотая медаль Отделения этнографии и статистики РГО — за совокупность трудов по этнографии (1912)
- орден Трудового Красного Знамени (10.06.1945)
- медаль «За доблестный труд в Великой Отечественной войне 1941—1945 гг.» (1945)
- Почётная грамота в связи с 200-летием АН СССР (1945)

## Основные работы
- Новые веяния в народной поэзии. — М., 1901.
- Н. И. Ильминский и просвещение инородцев. — СПб.: «Русская школа», 1902. — 20 с.
- Песни деревенской молодежи. — Вятка, 1903.
- Отчет о диалектологической поездке в Вятскую губернию. — СПб.: тип. Имп. Акад. наук, 1903. — 189 с.
- Народные присловья и анекдоты о русских жителях Вятской губернии (Этногр. и ист.-лит. очерк). — Вятка: Губ. тип., 1904. — 54 с.
- Кама и Вятка. Путеводитель. — Юрьев, 1904.
- Русская соха, её история и виды. — Вятка, 1908
- Великорусские говоры…. — СПб.: Отд. рус. яз. и словесности Имп. Акад. наук, 1913. — XVI, 544 с., 1 л. карт.
- Великорусские сказки Пермской губернии. — Петроград, 1914 — 656 c.
- Великорусские сказки Вятской губернии. — Пг., 1915 — 640 c.
- Библиографический указатель русской этнографической литературы о внешнем быте народов России. 1700—1910 гг. — СПб., 1913 — 733 c.
- Очерки русской мифологии. Вып. 1: Умершие неестественной смертью и русалки. — Пг., 1916.
- Russische (Ostslavische) Volkskunde = Русская (восточнославянская) этнография. — Лейпциг, 1927.
- Примитивная техника гончарства «налепом» (au colombin) в Восточной Европе // Этнография. 1927. Кн. III. №1
- Имущественные запреты как пережитки первобытного коммунизма. — Л., 1934
- Культ онгонов в Сибири. — М.-Л.: 1936
- Тотемы-деревья в сказаниях и обрядах европейских народов. — М.-Л., 1937
- Восточнославянская этнография = Russische (Ostslawische) Volkskunde (1927) / пер. с нем. К. Д. Цивиной. — М.: Наука (ГРВЛ), 1991. — 511 с. — (Этнографическая библиотека). — ISBN 5-02-016500-0.

Переиздания
- Избранные труды. Статьи по духовной культуре 1901—1913 гг. — М.: Индрик, 1994
- Избранные труды. Очерки русской мифологии. — М.: Индрик, 1995
- Избранные труды. Статьи по духовной культуре 1917—1934 гг. — М.: Индрик, 1999
- Очерки славянской мифологии. М.: Издательский дом «Вече», 2021. ISBN 978-5-4484-3007-7.